# غريغ أودونيل
غريغ أودونيل هو سياسي كندي، ولد في 8 أبريل 1952 في ميمرامكوك في كندا، وتوفي في 26 مايو 2016. انتخب عضو الجمعية التشريعية لنيو برونزويك ‏.